# 拟病毒
拟病毒（Virusoid）是一种环状单链RNA。它的侵染对象是植物病毒。被侵染的植物病毒被称为辅助病毒，拟病毒必须通过辅助病毒才能复制。单独的辅助病毒或拟病毒都不能使植物受到感染。现在的分类属于衛星 (亞病毒)中的圓(環)形衛星核糖核酸亞(子)群(Circular Satellite RNAs)。
噬病毒体是一类新发现的类似卫星病毒，主要是侵染拟菌病毒科成员。

## 参看
- 病毒
- 类病毒
- 朊病毒

## 外部連結
- 微生物免疫學-subvirus(亞病毒) （页面存档备份，存于）